# Décennie 1390 en arts plastiques
Chronologie des arts plastiques
Années 1380 - Années 1390 - Années 1400

## Événements
- 1391 : première mention dans un inventaire de la coupe de sainte Agnès, ciboire réalisé pour le roi Charles V vers 1380, offerte par Jean de Berry à son neveu Charles VI[1].

## Réalisations
- 1389-1406 : le sculpteur Claus Sluter succède à Jean de Marville  et se consacre à la réalisation d’un ensemble d’œuvres destinées à la chartreuse de Champmol, monastère situé près de Dijon (statues du portail de la chapelle, représentant le duc et la duchesse de Bourgogne, saint Jean-Baptiste, sainte Catherine, Vierge à l’Enfant, le Puits de Moïse)[2].
- 1393 : le séfarade Abraham de Salinas peint pour la cathédrale de Saragosse des retables de vies de saints, vie du Christ, vie de la Vierge[3].
- 1394 :
  - retable du Saint-Esprit de la collégiale basilique de Manresa, de Pere Serra[4].
  - fresque de l'école giottesque, représentant la Passion du Christ, à l'oratoire de Sant'Andrea à Bettona, en Ombrie[5].
- 1395-1399 :
  - Diptyque de Wilton, retable réalisé par un maître anonyme en Angleterre[6].
  - fresques de Théophane le Grec à l'église de la Nativité de la Vierge (1395) et à l’Église de l’Archange (1399), à Moscou[7].

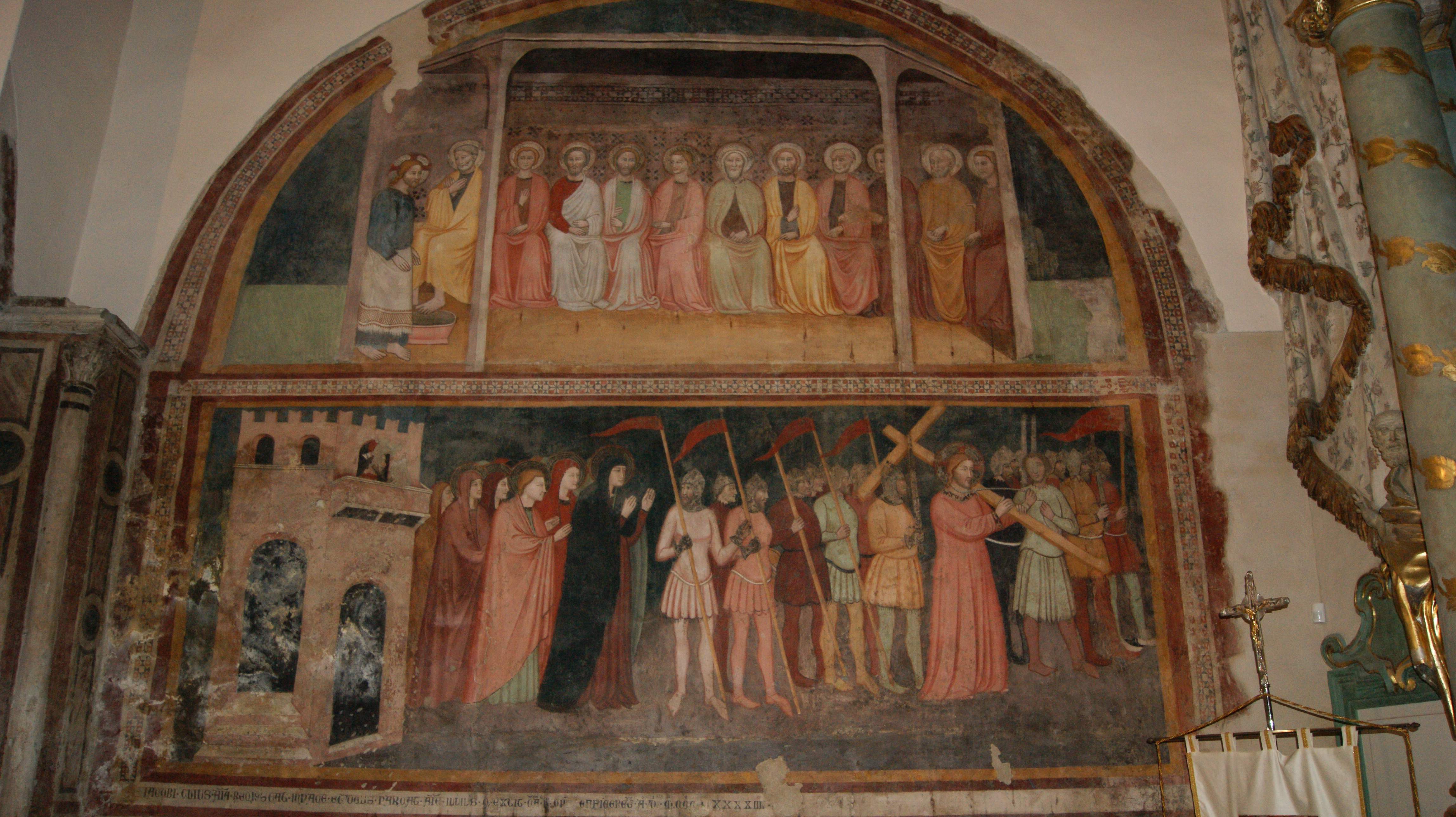
Fresques de l'oratoire sant'Andrea à Bettona.
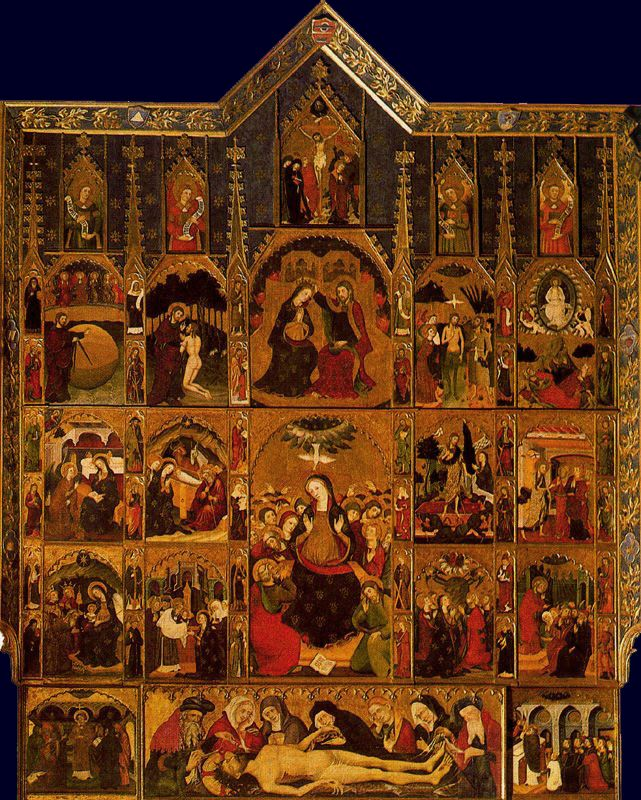
Retable du Saint-Esprit de la collégiale basilique de Manresa.

## Naissances
- 1387 ou 1395 : Fra Angelico, peintre italien.
- Vers 1390 :
  - Jan van Eyck, peintre flamand.
  - Jacques Morel, sculpteur français.
  - Gregorio di Cecco, peintre italien.
  - Bernat Martorell,  peintre catalan.
- 1392 : Sassetta, peintre italien.
- Vers 1395 : Pisanello, peintre italien.
- 1396 :
  - Du Qiong, peintre chinois.
  - Michelozzo, architecte et sculpteur florentin.
- 1397 :
  - Borghese di Piero Borghese, peintre italien.
  - Paolo Uccello, peintre italien.
  - Nōami, peintre japonais.
- 1399 : Luca della Robbia, sculpteur italien.
- Vers 1399-1400 : Rogier van der Weyden, peintre primitif flamand.
- 16 mars 1399 : Xuanzong, empereur de Chine et peintre animaliste.
- Vers 1399-1400 : Rogier van der Weyden, peintre primitif flamand.

## Décès
- Vers 1387 ou 1391 : Giusto de Menabuoi, peintre italien.
- Vers 1390 : Altichiero da Zevio, peintre italien.
- 1392 : Hermann de Münster, maître-verrier allemand.
- 1393 : Fang Congyi, peintre chinois.
- 15 octobre 1396 : Agnolo Gaddi,  peintre italien de l'école florentine.
- 5 octobre 1399 : Silvestro dei Gherarducci, peintre et enlumineur florentin.